# Gonodonta sicheas
Gonodonta sicheas là một loài bướm đêm trong họ Noctuidae.

## Hình ảnh

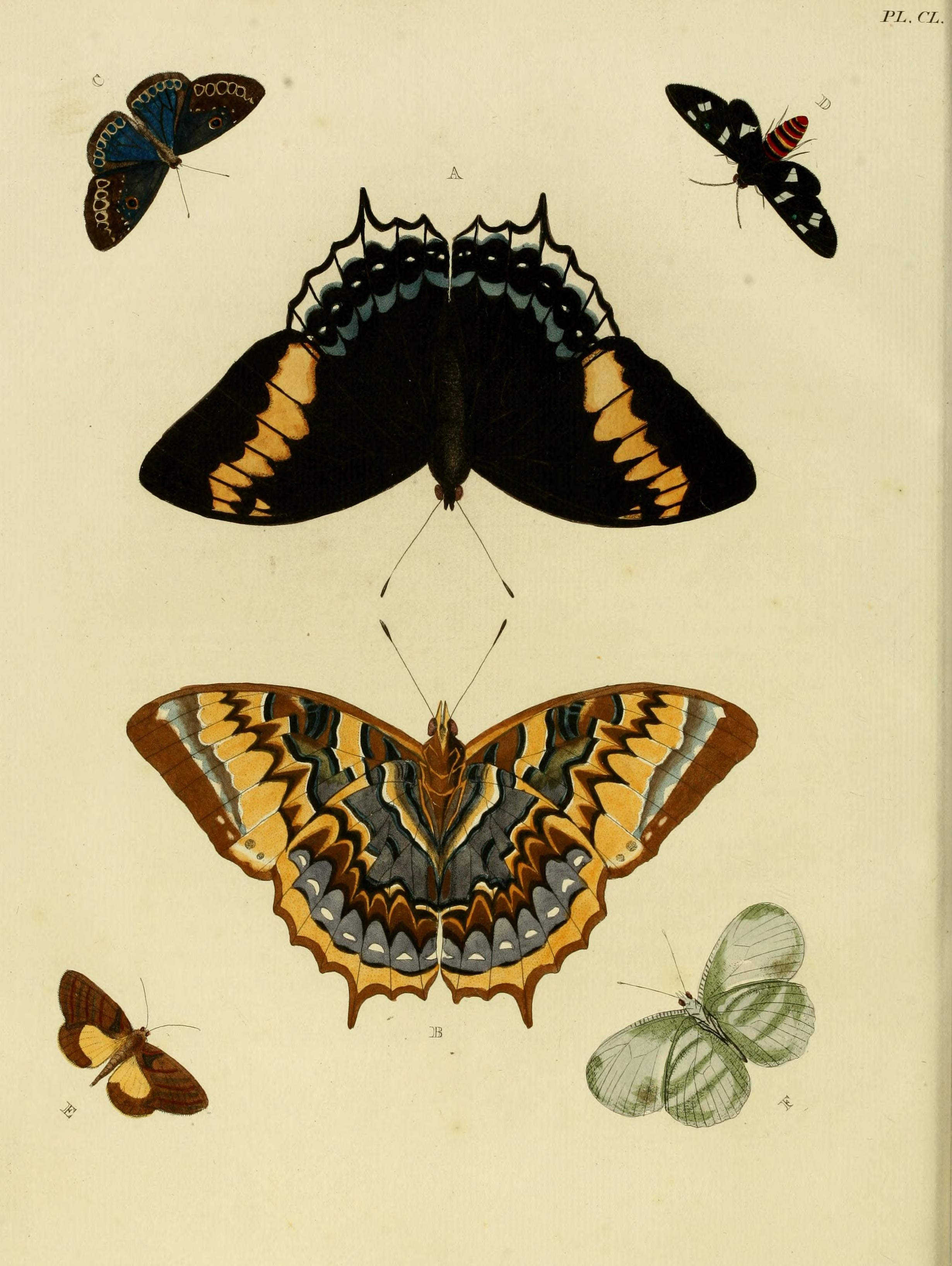